# Claudio Pizarro
Claudio Miguel Pizarro Bosio (pronunție în spaniolă [ˈklauðjo piˈsaro]; n. 3 octombrie 1978, Callao, Peru) este un fost fotbalist care a jucat și la Echipa națională de fotbal a Perului pe postul de atacant.
În 476 meciuri din Bundesliga, a marcat 197 goluri și este pe locul doi pe lista marcatorilor străini din toate timpurile, în cadrul diviziei germane de top.

## Echipa națională

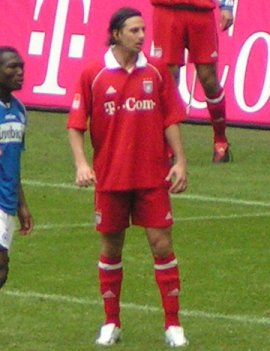
Pizarro în 2006 la Bayern München

Claudio Pizarro a fost selecționat în Peru din 1999, și a preluat banderola de căpitan după retragerea lui Nolberto Solano. La Copa America 2004, în timpul unui meci pentru echipa națională, a suferit un accident soldat cu o fractură craniană. Accidentul s-a produs când a fost lovit cu cotul în cap de un adversar, într-o coliziune pe teren, în cadrul partidei Peru–Venezuela, terminată cu scorul de 3–1.  A necesitat intervenții chirurgicale extinse în Germania. Nu a fost capabil să joace pentru mai mult de trei luni de la incident.
Pizarro a jucat pentru Peru în Copa America 2007, marcând două goluri în meciul cu  Bolivia.
La data de 7 decembrie 2007, a fost suspendat pentru 18 luni de la echipa națională, în urma unei anchete privind consum de alcool și activități sexuale în cantonament, cu două zile înaintea unui meci al reprezentativei Perului.
La data de 3 iulie 2008, după o anchetă și o analiză a faptelor, suspendarea a fost redusă la doar trei luni (de la data de atac, în aprilie 2008) și amendă 10.000 de dolari. Pizarro a servit la interdicția de 3 luni.
La data de 17 aprilie 2009, Pizarro a câștigat un proces împotriva Federației de Fotbal din Peru.  Tribunalul de Arbitraj în Sport de la Lausanne a anulat amenda de 10.000 de dolari. "Faptele invocate de (Federația) în legătură cu Pizarro nu au fost susținute de dovezi concrete" a fost specificat în decizia de la TAS.
Pizarro a primit cu satisfacție rezultatul final. El a declarat: "Sunt foarte mulțumit și mă simt răzbunat. Onoarea mea a fost restaurată. Familia și prietenii mei au fost mereu alături de mine și știau că toate acestea au fost doar minciuni. Acest verdict va da certitudine acum, de asemenea, tuturor celor care au avut îndoieli că v-am spus întotdeauna adevărul." 

## Goluri în meciuri cu echipa națională
Lista golurilor înscrise de Pizarro pentru Peru:
| #   | Data              | Oraș                                        | Adversar           | Scor | Rezultat   | Competiție                                             |
| --- | ----------------- | ------------------------------------------- | ------------------ | ---- | ---------- | ------------------------------------------------------ |
| 1   | 17 februarie 1999 | Guayaquil, Ecuador                          | Ecuador            | 2–0  | Victorie   | Amical                                                 |
| 2   | 17 iunie 1999     | Manizales, Columbia                         | Columbia           | 3–3  | Egal       | Amical                                                 |
| 3   | 23 iunie 1999     | Lima, Peru                                  | Venezuela          | 3–0  | Victorie   | Amical                                                 |
| 4   | 27 martie 2001    | Lima, Peru                                  | Chile              | 3–1  | Victorie   | Calificarea la Campionatul Mondial de Fotbal 2002      |
| 5   | 17 iunie 2001     | Lima, Peru                                  | Ecuador            | 1–2  | Înfrângere | Calificarea la Campionatul Mondial de Fotbal 2002      |
| 6   | 27 martie 2003    | Lima, Peru                                  | Chile              | 3–0  | Victorie   | Amical                                                 |
| 7   | 27 martie 2003    | Lima, Peru                                  | Chile              | 3–0  | Victorie   | Amical                                                 |
| 8   | 20 august 2003    | New Jersey, S.U.A                           | Mexic              | 3–1  | Victorie   | Amical                                                 |
| 9   | 1 iunie 2004      | Montevideo, Uruguay                         | Uruguay            | 1–3  | Victorie   | Calificarea la Campionatul Mondial de Fotbal 2006      |
| 10  | 6 iulie 2004      | Lima, Peru                                  | Bolivia            | 3–3  | Egal       | Cupa Americii 2004                                     |
| 11  | 7 octombrie 2006  | Viña del Mar, Chile                         | Chile              | 3–2  | Înfrângere | Amical                                                 |
| 12  | 3 iulie 2007      | Mérida, Venezuela                           | Bolivia            | 2–2  | Egal       | Cupa Americii 2007                                     |
| 13  | 3 iulie 2007      | Mérida, Venezuela                           | Bolivia            | 2–2  | Egal       | Cupa Americii 2007                                     |
| 14  | 2 septembrie 2011 | Lima, Peru                                  | Bolivia            | 2–2  | Egal       | Amical                                                 |
| 15  | 11 octombrie 2011 | Santiago de Chile, Chile                    | Chile              | 4–2  | Înfrângere | Calificarea la Campionatul Mondial de Fotbal 2014      |
| 16  | 29 februarie 2012 | Tunis, Tunisia                              | Tunisia            | 1–1  | Egal       | Amical                                                 |
| 17  | 6 februarie 2013  | Port of Spain, Trinidad și Tobago           | Trinidad și Tobago | 2–0  | Victorie   | Amical                                                 |
| 18. | 8 iunie 2013      | Estadio Nacional, Lima, Peru                | Ecuador            | 1–0  | 1–0        | Calificările pentru Campionatul Mondial de Fotbal 2014 |
| 19. | 11 octombrie 2013 | Estadio Monumental, Buenos Aires, Argentina | Argentina          | 1–0  | 1–3        | Calificările pentru Campionatul Mondial de Fotbal 2014 |

## Statistici

### Club
Corect la 17 mai 2014.
| Performanțe de club | Performanțe de club | Performanțe de club | Campionat | Campionat | Cupă      | Cupă      | LigăCup       | LigăCup       | Continental    | Continental    | Altele  | Altele | Total   | Total  |
| Sezon               | Club                | Divizia             | Meciuri   | Goluri    | Meciuri   | Goluri    | Meciuri       | Goluri        | Meciuri        | Goluri         | Meciuri | Goluri | Meciuri | Goluri |
| Peru                | Peru                | Peru                | League    | League    | —         | —         | —             | —             | America de Sud | America de Sud | Other   | Other  | Total   | Total  |
| ------------------- | ------------------- | ------------------- | --------- | --------- | --------- | --------- | ------------- | ------------- | -------------- | -------------- | ------- | ------ | ------- | ------ |
| 1996                | Deportivo Pesquero  | Primera División    | 171       | 3         | –         | –         | —             | —             | –              | –              | —       | —      | 17      | 3      |
| 1997                | Deportivo Pesquero  | Primera División    | 25        | 8         | –         | –         | —             | —             | –              | –              | —       | —      | 25      | 8      |
| 1998                | Alianza Lima        | Primera División    | 22        | 7         | –         | –         | —             | —             |                | 0              | —       | —      | 22      | 7      |
| 1999                | Alianza Lima        | Primera División    | 22        | 18        | –         | –         | —             | —             | –              | –              | —       | —      | 22      | 18     |
| Germany             | Germany             | Germany             | League    | League    | DFB-Pokal | DFB-Pokal | DFB-Ligapokal | DFB-Ligapokal | Europe         | Europe         | Other   | Other  | Total   | Total  |
| 1999–2000           | Werder Bremen       | Bundesliga          | 25        | 10        | 5         | 2         | 0             | 0             | 9              | 3              | —       | —      | 39      | 15     |
| 2000–01             | Werder Bremen       | Bundesliga          | 31        | 19        | 1         | 0         | –             | –             | 5              | 4              | —       | —      | 37      | 23     |
| 2001–02             | Bayern München      | Bundesliga          | 30        | 15        | 4         | 0         | 0             | 0             | 14             | 4              | 2       | 0      | 50      | 19     |
| 2002–03             | Bayern München      | Bundesliga          | 31        | 15        | 6         | 2         | 1             | 0             | 7              | 2              | —       | —      | 45      | 19     |
| 2003–04             | Bayern München      | Bundesliga          | 31        | 11        | 4         | 1         | 1             | 0             | 7              | 0              | —       | —      | 43      | 12     |
| 2004–05             | Bayern München      | Bundesliga          | 23        | 11        | 5         | 6         | 0             | 0             | 7              | 4              | —       | —      | 35      | 21     |
| 2005–06             | Bayern München      | Bundesliga          | 26        | 11        | 5         | 5         | 1             | 0             | 6              | 1              | —       | —      | 38      | 17     |
| 2006–07             | Bayern München      | Bundesliga          | 33        | 8         | 2         | 0         | 0             | 0             | 10             | 4              | —       | —      | 45      | 12     |
| England             | England             | England             | League    | League    | FA Cup    | FA Cup    | League Cup    | League Cup    | Europe         | Europe         | CS      | CS     | Total   | Total  |
| 2007–08             | Chelsea             | Premier League      | 21        | 2         | 4         | 0         | 4             | 0             | 2              | 0              | 1       | 0      | 32      | 2      |
| Germany             | Germany             | Germany             | League    | League    | DFB-Pokal | DFB-Pokal | —             | —             | Europe         | Europe         | Other   | Other  | Total   | Total  |
| 2008–09             | Werder Bremen       | Bundesliga          | 26        | 17        | 5         | 4         | —             | —             | 15             | 7              | –       | –      | 46      | 28     |
| 2009–10             | Werder Bremen       | Bundesliga          | 26        | 16        | 4         | 1         | —             | —             | 10             | 11             | 0       | 0      | 40      | 28     |
| 2010–11             | Werder Bremen       | Bundesliga          | 22        | 9         | 2         | 2         | —             | —             | 5              | 3              | –       | –      | 29      | 14     |
| 2011–12             | Werder Bremen       | Bundesliga          | 29        | 18        | 0         | 0         | —             | —             | –              | –              | –       | –      | 29      | 18     |
| 2012–13             | Bayern München      | Bundesliga          | 20        | 6         | 2         | 3         | —             | —             | 6              | 4              | 0       | 0      | 28      | 13     |
| 2013–14             | Bayern München      | Bundesliga          | 17        | 10        | 2         | 1         | —             | —             | 5              | 0              | 2       | 0      | 26      | 11     |
| Total               | Peru                | Peru                | 86        | 36        | —         | —         | —             | —             |                | 0              | —       | —      | 86      | 36     |
| Total               | Germania            | Germania            | 370       | 176       | 47        | 27        | 3             | 0             | 106            | 47             | 2       | 0      | 530     | 250    |
| Total               | Anglia              | Anglia              | 21        | 2         | 4         | 0         | 4             | 0             | 2              | 0              | 1       | 0      | 32      | 2      |
| Total carieră       | Total carieră       | Total carieră       | 477       | 214       | 51        | 27        | 7             | 0             | 108            | 47             | 3       | 0      | 648     | 288    |

1Include 1(?) playoff (liguilla) match.

### Internațional
| Peru  | Peru    | Peru   |
| An    | Meciuri | Goluri |
| ----- | ------- | ------ |
| 1999  | 11      | 3      |
| 2000  | 8       | 0      |
| 2001  | 6       | 2      |
| 2002  | 0       | 0      |
| 2003  | 8       | 3      |
| 2004  | 6       | 2      |
| 2005  | 4       | 0      |
| 2006  | 2       | 1      |
| 2007  | 10      | 2      |
| 2008  | 0       | 0      |
| 2009  | 0       | 0      |
| 2010  | 0       | 0      |
| 2011  | 6       | 2      |
| 2012  | 5       | 1      |
| 2013  | 4       | 3      |
| Total | 71      | 19     |

## Palmares
| - Bundesliga: 2002–03, 2004–05, 2005–06, 2012–13, 2013–14 - DFB-Pokal: 2002–03, 2004–05, 2005–06, 2012–13, 2013–14 - Cupa Intercontinentală: 2001 - DFB-Ligapokal: 2004 - DFL-Supercup: 2012 - Liga Campionilor UEFA: 2012–13 - Supercupa Europei: 2013 - Campionatul Mondial al Cluburilor FIFA: 2013 Werder Bremen - DFB-Pokal: 2008–09 - DFL-Supercup: 2009 Individual - 2005 Best Iberoamerican Football Player in Europe - UEFA Europa League top scorer: 2010 - DFB-Pokal top scorer: 2005, 2006 - Top foreign scorer in German football history - Ninth all-time top scorer in Bundesliga |